# Río Atabapo
Pour les articles homonymes, voir Atabapo (homonymie).
Le río Atabapo est un cours d'eau de l'Amazonie vénézuélienne. Situé dans l'État d'Amazonas, il conflue à San Fernando de Atabapo avec l'Orénoque dont il est l'un des principaux affluents en rive gauche. Ses principaux affluents sont les ríos Ucakén, Kuchakén et Patacame.